# Castello di Newbury
Il castello di Newbury (Newbury Castle) è un castello inglese adulterino (cioè la cui costruzione non fu autorizzata dal feudatario) costruito da John Marshal durante l'anarchia. 
Il castello è menzionato in "L'Histoire de Guillaume le Marechal" (Storia di William Marshall), in cui si descrive Re Stefano che assediava il castello nel 1152 e teneva in ostaggio il figlio del Maresciallo, William Marshal, per la resa di Newbury. 
Quando l'anziano Maresciallo rifiutò di arrendersi, Stefano minacciò di far catapultare il ragazzo oltre le mura. 
John, "quel figlio dell'inferno e la radice di ogni male", secondo Enrico di Huntingdon, rispose con aria di sfida: "ho le incudini e il martello per forgiare ancora figli migliori".
Re Stefano non fu poi così senza cuore, poiché cedette e il ragazzo sopravvisse.
Nonostante appaia orgogliosamente sullo stemma della città, non sembra che il castello di Newbury sia stato costruito a Newbury nel Berkshire, ma a quattro miglia di distanza, nel villaggio di Hamstead Marshall. 
Lì, si possono trovare le motte di tre castelli, il che sarebbe coerente con le tattiche generali della guerra d'assedio durante questo periodo medievale. 
Oggi c'è poco da visitare.